# Nekropole Maria Frunza
Die Nekropole Maria Frunza liegt in einem Felsvorsprung und besteht aus fünf Domus de Janas, der Anlage von „Ianna Ventosa“ und vier weiteren Gräbern. Maria Frunza liegt an den östlichen Granithängen des Monte Ortobene unweit von Nuoro in der Provinz Nuoro auf Sardinien. Die ausgegrabene Nekropole stammt aus dem späten Neolithikum (Ozieri-Kultur, 3200–2800 v. Chr.) und wurde während der Kupferzeit (Monte-Claro-Kultur, 2700–2200 v. Chr.) und von den Leuten der Glockenbecherkultur (2200–1800 v. Chr.) nachgenutzt.

## Beschreibung
Das Grab von Ianna Ventosa ist das bekannteste, da es sich um eine der seltenen baulichen Chimären handelt. Die Kombination von artifizieller Höhle mit vorgebautem Gang ist ein Unikat.
Die 1985 von Alba Foschi Nieddu ausgegrabene künstliche Höhle liegt am Ende eines megalithischen Ganges. Der Südwest-orientierte Gang besteht aus zwei parallelen Wänden mit horizontalen Decksteinen. Der Zugang mit einem trapezförmigen Schwellenstein führt in einen rechteckigen Raum mit glatten Wänden. Auf dem Boden befinden sich eine rituelle Feuerstelle und eine ovale Grube. Die koaxiale Zelle hat zwei seitliche etwa 0,8 m hohe Bänke. Spuren von rotem Putz und einige Nischen befinden sich entlang der kurzen Seiten.
Das mehrzellige Grab Maria Frunza I hat einen unregelmäßigen Grundriss. Ein kleiner Vorraum führt in einen 2,7 m breiten rechteckigen Raum mit abgerundeten Ecken. Ein dezentraler Zugang führt in eine 3,8 m breite Zelle mit einer viereckigen 1,55 m großen Nebenkammer.
Maria Frunza II hat einen L-förmigen Grundriss. Die 1,65 m breite und 1,1 m hohe Vorkammer führt zur zentralen, unregelmäßig viereckigen Zelle mit einer Breite von 1,45 und einer Höhe von 1,25 m. Eine dritte Zelle liegt etwa 0,30 m höher, ist viereckig (1,8 m) und 0,9 m hoch.
Maria Frunza III ist während des Krieges zum Zufluchtsort umgebaut worden.
Maria Frunza IV besteht aus einer Eingangshalle, die zu zwei trapezförmigen koaxialen Zellen führt. Die Wände tragen Spuren von roter Farbe.
In der Nähe liegen die Domus de Janas von Birghines.